# Angelina Linda Zammataro
Angelina Linda Zammataro, conosciuta anche come Linda Fusco, (Borgorose, 30 luglio 1934), è una pedagogista e psicoterapeuta italiana.
Ha lavorato per 35 anni nella scuola elementare, sperimentando un metodo d'insegnamento fondato sulla conoscenza della psiche del bambino, da lei denominato psicoanimazione. 
Ha fatto parte del Movimento di Cooperazione Educativa assieme, tra gli altri, a Mario Lodi, Gianni Rodari e Albino Bernardini. 

## Dalla Psicoanimazione alla bonifica del Mandrione
Durante la sua sperimentazione psico-pedagogica sviluppata e perfezionata presso la scuola “G. Cagliero” di Roma, nell'anno scolastico 1974-1975 Linda Zammataro affronta il problema dell'inserimento di un bambino nomade nella propria classe. Seguendo la propria concezione della scuola fondata sul trinomio “scuola-famiglia-territorio”, la pedagogista entra in contatto con la realtà del Mandrione e da qui ha inizio il processo che porterà, nel 1980, allo smantellamento della baraccopoli del Mandrione e all'assegnazione di case popolari ai nomadi e agli altri baraccati. Al termine di un lungo lavoro con la comunità Rom stanziata al Mandrione e con il supporto del Comune di Roma (sindaci Giulio Carlo Argan e, nella fase conclusiva, Luigi Petroselli; presidente della IX Circoscrizione Giuseppe Peroni) nel 1980 Linda Zammataro ottiene per gli zingari del Mandrione (ma anche per gli altri baraccati non-zingari) l'assegnazione di case popolari nel quartiere romano di Spinaceto. 
Linda Zammataro si interessa personalmente anche dell'abbattimento con le ruspe del complesso di baracche disseminate nell'area, per evitare che vengano occupate da altri senza-tetto. Da quel momento il Mandrione vive un progressivo processo di riqualificazione grazie al quale diviene una zona residenziale pienamente restituita alla vita della città. 
Per raccontare il degrado del Mandrione , Linda Zammataro scrive e realizza con il Dipartimento Scuola Educazione di Rai 2 il film “Al margine” e il documentario “Essere zingari al Mandrione” (entrambi diretti dal regista Gianni Serra), nei quali denuncia le impossibili condizioni di vita degli zingari del Mandrione e l'emarginazione che i loro bambini vivono all'interno della scuola “G. Cagliero”.